# 石横镇
石横镇，是中华人民共和国山東省泰安市肥城市下辖的一个乡镇级行政单位。

## 行政区划
石横镇下辖以下地区：
石横二街社区、新胜村社区、马坊村社区、南高余社区、中高余西社区、中高余东社区、石横一村、石横三村、石横四村、石横五村、石横六村、后衡鱼一村、后衡鱼二村、后衡鱼三村、前衡鱼一村、前衡鱼二村、前衡鱼三村、前衡鱼四村、东衡鱼中心村、东衡鱼国华村、东衡鱼幸福村、旅店村、红庙村、大寺村、唐庄村、四合村、保安村、对福山村、仁里村、正明山村、圣佛寺村、八道岭村、泉胜村、隆庄新华村、隆庄汇北村、南大留村、北大留村、双泉峪村、查庄村、西铺村、道口村、北高余村、赵庄村、山东石横发电厂社区、济钢总公司石横特钢厂社区、山东新查庄矿业有限责任公司社区、肥城东升纸业社区和肥城索利德焊材社区。

## 人口
2010年中国第六次人口普查时，石横镇共有人口80515人。共有家庭26523户，平均每户2.97人。14岁以下的少年儿童共12055人，占总人口14.97%；15-64岁人口共61043人，占总人口75.81%；65岁及以上的老年人共7417人，占总人口的9.211%。男性共计40372人，占总人口50.14%；女性共计40143人，占总人口49.85%。本地居住的人口中，拥有本地户籍的人口为75000人，占93.15%。